# Žmuď
Žmuď, Žemaitsko nebo Dolní Litva (litevsky Žemaitija; žemaitsky Žemaitėjė; polsky Żmudź; latinsky Samogitia) je jedním z pěti etnografických regionů Litvy. Rozkládá se na severozápadě země mezi řekou Němen, Lotyšskem, Baltským mořem a tzv. Malou Litvou. Území má rozlohu přibližně 21 000 km² a zhruba půl milionu obyvatel. Oproti ostatním částem Litvy je řidčeji osídlená a méně průmyslová. Oblast je také bohatá na jezera.
Tradičním centrem regionu je město Telšiai, dalšími většími městy jsou Tauragė a Mažeikiai, na východním okraji území pak leží největší město Šiauliai.
V minulosti zde sídlil kmen Žmuďanů (Žemaitů). Od konce 13. století pronikal do Žmudě Řád německých rytířů. V roce 1411 připadla Toruňským mírem Polsko-litevské unii. V dobách Polsko-litevského státu tvořila Žmuď jedno z jeho vojvodství. Dodnes se zde hovoří žmuďštinou (žemaitštinou), jedním z hlavních nářečí litevštiny.